# Судд
8° пн. ш. 31° сх. д. / 8° пн. ш. 31° сх. д.
Судд (англ. Sudd, від арабського سد| бар'єр; також: гребля (Sadd)) — болотиста місцевість у Південному Судані, утворена водами Нілу.

## Географічне положення
Судд простягається на 320 км з півночі на південь та на 240 км із заходу на схід й займає площу 55 000 км². Болотиста місцевість має форму трикутника й розташована між містами Бор, Вау та Бентіу. Судд за течією Нілу простягається від міста Бор до озера Но. Середня висота над рівнем моря 380—450 м.
На цій ділянці береги Нілу не каналізовані, тож води річки розливаються на обидва боки, а площа затопленої території коливається з 1964 року в межах 20 000 і 30.000 км².

## Флора і фауна

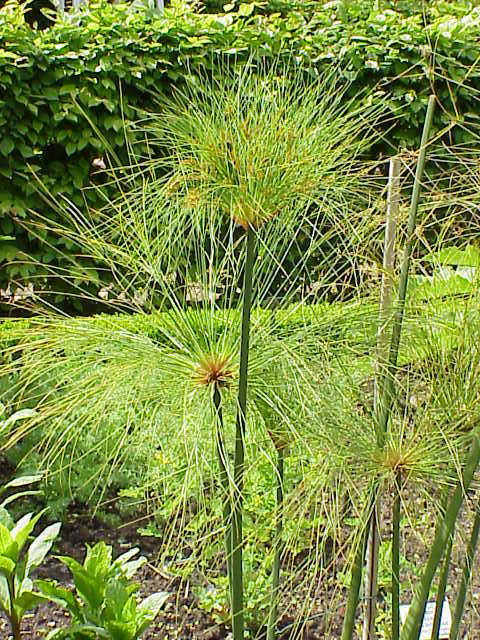
Поширений у Судді Cyperus papyrus (папірус)

Судд вважається найродючішим регіоном Південного Судану. Тут росте папірус, очерет звичайний, гіацинти та різноманітні болотяні рослини. На берегах Судду можна натрапити на залишки тропічних лісів з рослинами з родини мелтєвих. У Судді проживає близько 400 видів птахів та понад 100 видів ссавців.
Найпоширеніші види рослин:
- Phragmites communis
- Echinochloa pyramidalis
- Oryza barthii
- Echinochloa stagnina
- Vossia cuspidate
- Cyperus papyrus (папірус)
- Typha domingensis

## Гідрологія
Оскільки в районі Судд течія дуже повільна, то 53,2 % нільської води випаровується. Тож уряд Судану планував спорудити канал Джонглей завдовжки 300 км й використовувати воду Нілу для зрошення сільськогосподарських угідь.
У районі Судду випадає щорічно від 700 до 1000 мм опадів. Дощовими є від 4½ до 6½ місяців (з квітня до вересня), решту часу сухо.

## Судноплавство
Судд довгий час не був судноплавним, оскільки вода рідко сягала більше 4 метрів глибини. У 1899—1903 роках через Судд було прокладено канал, який уможливив судноплавство. Проте канал потребує постійного догляду, оскільки досить швидко руйнується. У 1974 році було розпочато будівництво каналу Джонглей, який має відводити води Нілу від Судду. Та в 1983 році роботи було перервано внаслідок Першої громадянської війни в Судані. Проєкт викликає неоднозначні оцінки з боку Судану, Південного Судану і Єгипту. В разі завершення будівництва Судд буде осушений: звільняться великі площі для сільськогого господарства в Північному Судані та в самому районі Судду.